# Babakin (Mondkrater)
Babakin ist ein kleiner Einschlagkrater in der Südhälfte des Riesenkraters Fermi auf der Rückseite des Mondes.
Der Kraterrand von Babakin ist symmetrisch, kreisrund und scharfkantig und weist nur geringfügige Erosionsspuren und eine kleine Eintiefung am nördlichen Rand auf. Seine Innenwände fallen sanft zum Zentrum hin ab.